# Plac Piotra Skargi w Siemianowicach Śląskich
Plac Piotra Skargi w Siemianowicach Śląskich – plac miejski w centralnej części Siemianowic Śląskich, położony na terenie dzielnicy Centrum.
W przeszłości plac stanowił centralny punkt Laurahuty i pełnił funkcję placu targowego. Został on zlokalizowany przy wejściu do dawnej huty „Laura” (późniejsza huta „Jedność”). Z czasem plac stał się jednym z głównych centrów komunikacyjnych Siemianowic Śląskich, przy którym znajdują się pętla tramwajowa oraz rondo Siemion, łączące część siemianowickich ulic, w tym Katowicką, S. Staszica oraz L. Waryńskiego. Przy placu, prócz tramwajów, kursują także autobusy ZTM-u. Znajduje się tu pomnik Czynu Niepodległościowego, a także pomnik Pamięci Braci Hutniczej i Huty Jedność.

## Charakterystyka

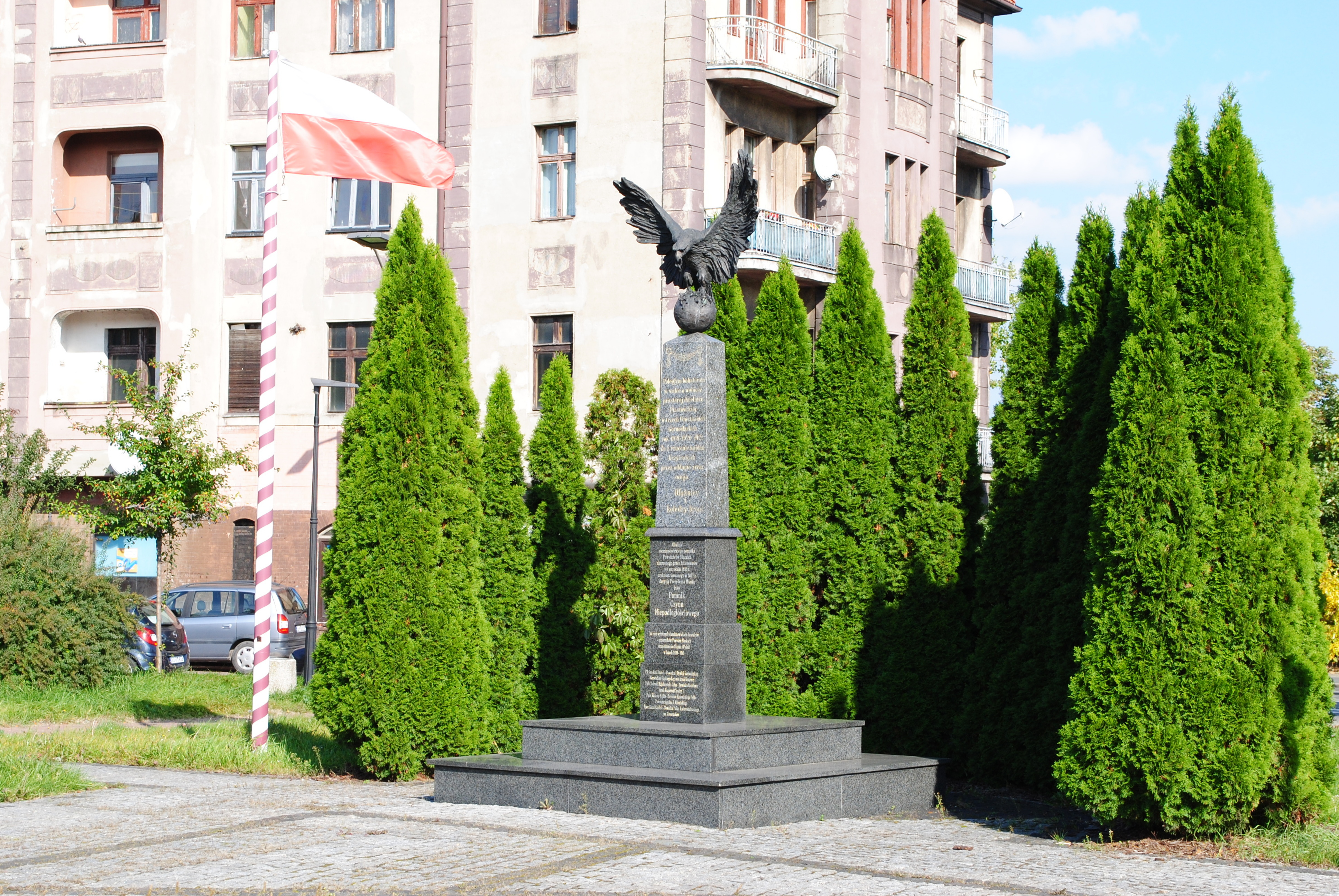
Znajdujący się na pl. P. Skargi pomnik Czynu Niepodległościowego

Plac Piotra Skargi położony jest w centralnej części Siemianowic Śląskich, na terenie dzielnicy Centrum. Plac ten stanowi miejsce, z którego odchodzą na rondzie Siemion następujące ulice: S. Staszica, H. Sienkiewicza, Katowicka, J. III Sobieskiego i L. Waryńskiego. Na zachód od placu znajduje się skwer Laury.
W systemie TERYT plac P. Skargi wpisany jest pod numerem 58049, a kod pocztowy adresów przy placu to 41-100. W 2014 roku mieszkało przy nim łącznie 40 osób. Położone przy placu kamienice pod numerem 1 i 3 są wpisane do gminnej ewidencji zabytków.
Na placu P. Skargi zlokalizowany jest pomnik Czynu Niepodległościowego, zrekonstruowany w 2007 roku. Pomnik ten jest miejscem, przy którym odbywają się uroczystości państwowe, w tym obchody Narodowego Święta Niepodległości. Pod murami dawnej huty „Jedność” w 2018 roku postawiono pomnik Pamięci Braci Hutniczej i Huty Jedność, upamiętniający pracowników dawnego zakładu.
Przy placu P. Skargi kursują tramwaje i autobusy organizowane na zlecenie Zarządu Transportu Metropolitalnego (ZTM). Mieści się tu przystanek autobusowo-tramwajowy Siemianowice Plac Skargi. W połowie listopada 2021 roku na linii tramwajowej kursowały pojazdy dwóch linii: 13 i w godzinach nocnych linii 16. Linia 13 łączy Siemianowice Śląskie z Katowicami – biegnie przez Wełnowiec, Koszutkę i Śródmieście do placu Wolności. Przy przystanku autobusowym w tym okresie zatrzymywało się 14 linii autobusowych (w tym jedna nocna), zarówno wewnątrzmiejskich, jak i łączących bezpośrednio Siemianowice Śląskie z innymi miastami Górnośląsko-Zagłębiowskiej Metropolii.

## Historia

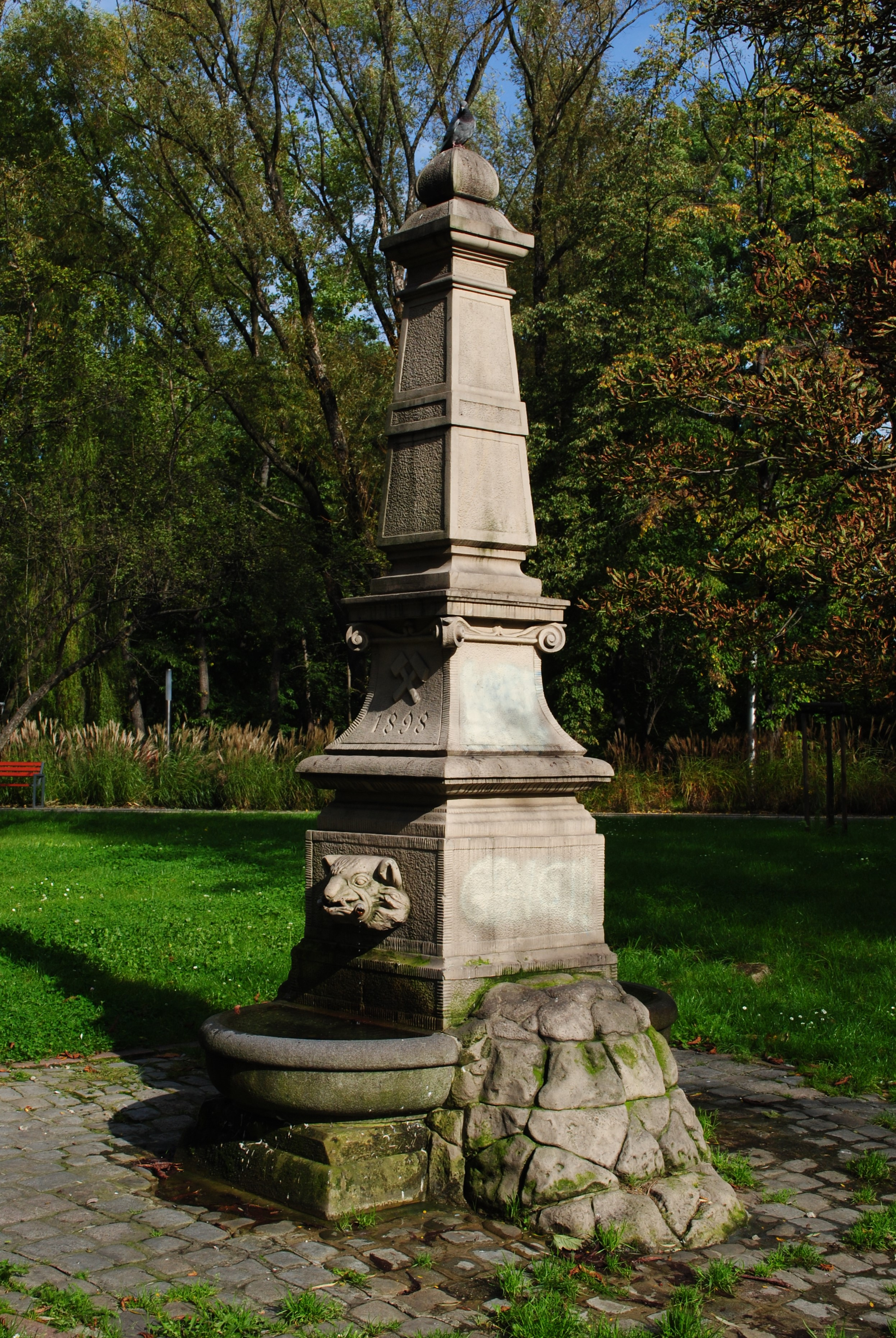
Pomnik-wodotrysk z końca XIX wieku, który znajdował się dawniej na placu P. Skargi (obecnie jest on na terenie skweru Laury)

Obecny plac P. Skargi, znajdujący się zaraz za murami dawnej huty „Laura”, powstał jako plac targowy, a cały obszar pomiędzy hutą „Laura” a kolonią Neu Berlin, stał się także centrum gminy Huta Laura. Tutaj miał swoją siedzibę m.in. pierwszy naczelnik gminy (potem urząd został przeniesiony do gmachu przy ulicy J. III Sobieskiego) oraz komisariat policji. Do przełomu XIX i XX wieku na placu znajdował się najmniejszy z trzech stawów hutniczych. Staw ten, zwany Górnym, powstał prawdopodobnie w 1846 roku.
30 grudnia 1896 roku oddano do użytku połączenie tramwajowe pomiędzy obecnymi Siemianowicami Śląskimi a Katowicami. Linia ta kończyła się na obecnym placu P. Skargi. Linię tę zelektryfikowano 3 października 1898 roku. Pod koniec XIX wieku przy wejściu do huty „Laura” umieszczono pomnik-wodotrysk, mający na cokole datę 1898.
W okresie przedwojennym plac nosił nazwę Hilgerplatz. Edward Hilger był w latach 1905–1920 dyrektorem generalnym koncernu Zjednoczone Huty Królewska i Laura. Po przyłączeniu Huty Laura do Polski plac został przemianowany na plac Piotra Skargi.
W 1914 roku postanowiono podzielić parafię Krzyża Świętego na część północną i południową. Nowy kościół pierwotnie planowano zbudować na placu P. Skargi. Po I wojnie światowej zamiast stawiać nowy budynek postanowiono zaadaptować na potrzeby sakralne halę targową. Kościół św. Antoniego z Padwy, znajdujący się przy obecnej ulicy ks. J. Kapicy, został konsekrowany 4 października 1931 roku.
Podczas II wojny światowej, w czasie niemieckiej okupacji, plac przemianowano na Hermann Göring Platz.
Ostatnie jarmarki na placu P. Skargi odbywały się w latach 1945–1957. Było to także miejsce odpustów, a także estrad cyrkowych. W latach 50. i 60. XX wieku stał się on centralnym punktem komunikacyjnym dla przebiegających przez Siemianowice Śląskie linii miejskiego transportu zbiorowego, zarówno autobusowych, jak i tramwajowych. Autobusy do centrum miasta kierowały się wówczas ulicą H. Sienkiewicza oraz ulicą S. Staszica (w starym śladzie), a tramwaje linii 12 i 13 kończyły tutaj swój bieg . Pod koniec 1946 roku przebudowano torowisko tramwajowe. Powstał wówczas normalnotorowy odcinek, a także nowa pętla tramwajowa, znajdująca się bliżej targowiska, tuż przed dawnym przejazdem kolejowo-drogowym. Poprzednio tramwaje na placu P. Skargi, kursujące po wąskim torze, kończyły bieg na wysokości obecnego przystanku autobusowego . W 1960 roku powstała nowa pętla tramwajowa, którą zlokalizowano w obecnym miejscu.

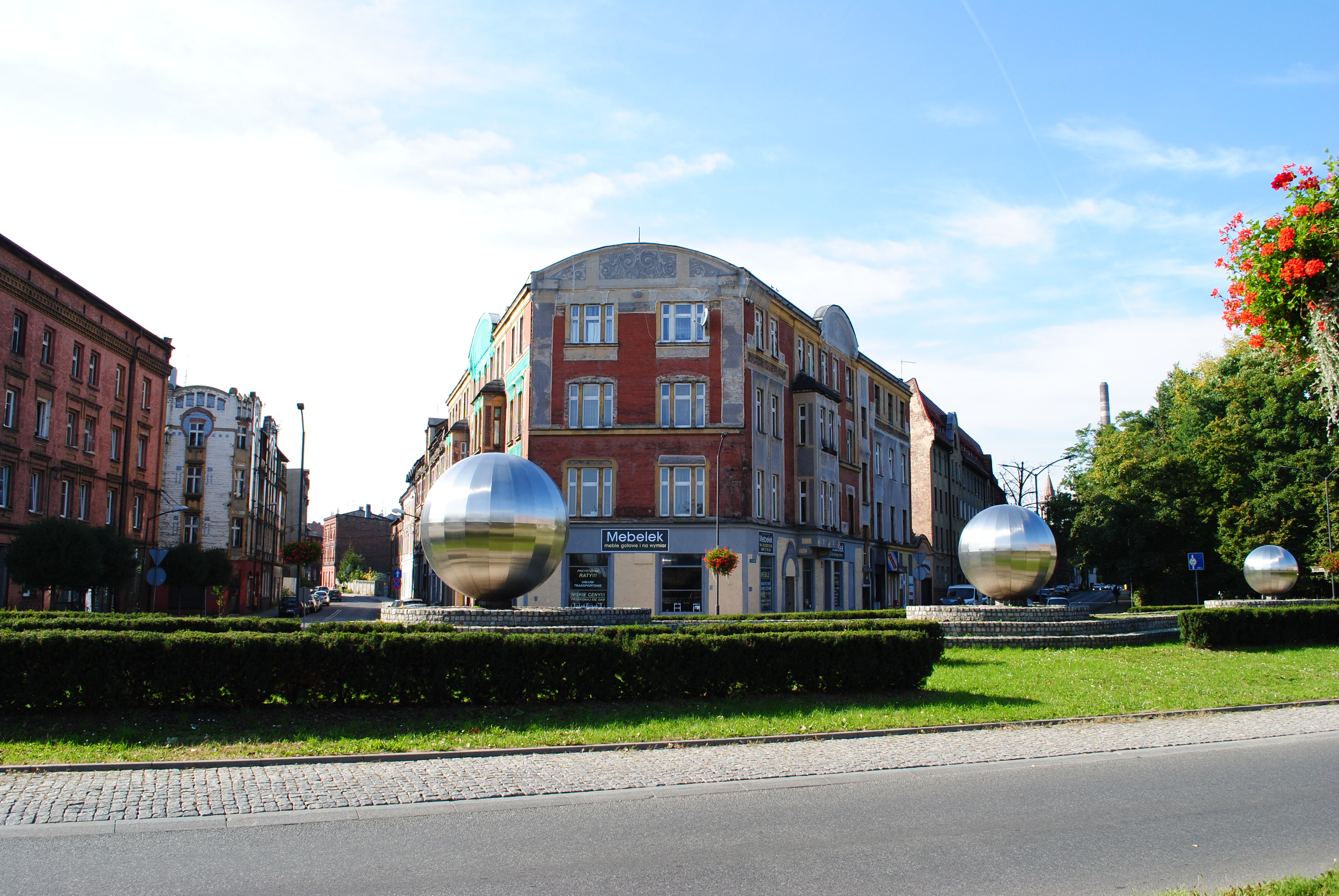
Fragment ronda Siemion, oddanego do użytku w 2009 roku

Przy placu P. Skargi w czasach Polski Ludowej powstał pomnik i galeria przodowników pracy. Historia pomnika sięga 19 marca 1952 roku, kiedy to przedstawiciele huty „Jedność” wystąpili z pismem do Prezydium Miejskiej Rady Narodowej o zezwolenie na budowę galerii przodowników pracy. Przez dłuższy czas trwała dyskusja nad formą pomnika. Ostateczny projekt został zatwierdzony 2 marca 1953 roku, a odpowiadał za niego Stanisław Rabaszewski.
W 1947 roku podjęto decyzję o wytyczeniu nowego przebiegu ulicy Katowickiej, w związku z czym przeniesiono znajdujący się placu P. Skargi pomnik-wodotrysk na nowe miejsce – obecnie znajduje się na terenie skweru Laury. W związku z budową wiaduktu nad torami kolejowym w ciągu ulicy S. Staszica wybudowano nowy wlot ulicy Katowickiej od strony placu, a także wyburzono kamienice przy ulicy J. III Sobieskiego 44 . Uroczyste otwarcie nowego wiaduktu nastąpiło 4 grudnia 1971 roku.
W dniu 10 listopada 2007 roku odbyła się uroczystość oficjalnego odsłonięcia zrekonstruowanego pomnika Czynu Niepodległościowego. Pomnik ten jest rekonstrukcją monumentu, który przed 1939 rokiem stał na placu Wolności. W połowie 2009 roku ukończono prace nad budową ronda Siemion. Rondo to jest jednocześnie największym w Siemianowicach Śląskich, potocznie zwane rondem „z kulami” z uwagi na pięć kul symbolizujących poszczególne dzielnice miasta. 4 maja 2018 roku odbyła się uroczystość odsłonięcia znajdującego się przy placu pomnika Pamięci Braci Hutniczej i Huty Jedność, który powstał w sąsiedztwie odrestaurowanego pomnika Przodowników Pracy. Decyzje o jego powstaniu Rada Miasta Siemianowice Śląskie uchwaliła jednogłośnie we wrześniu 2017 roku. Do września 2021 roku przystanek tramwajowy oraz autobusowy Siemianowice Plac Skargi zyskał trzy nowe wiaty.